# Аксёново (Красноярский край)
Аксёново — деревня в Кежемском районе Красноярского края России. Входит в состав межселенной территории района. Является местом дислокации вахтового лесозаготовительного участка (Дислокация - д. Аксёново) колонии-поселения ГУФСИН № 10.

## География
Деревня находится в восточной части края, на южном берегу Богучанского водохранилища, вблизи места впадения в него реки Чёрной, на расстоянии приблизительно 130 километров (по прямой) к северо-востоку от города Кодинска, административного центра района.
Климат
Климат характеризуется как резко континентальный, с морозной продолжительной зимой и коротким жарким летом. Средняя температура самого тёплого месяца (июля) составляет 18,4 °С (абсолютный максимум — 37 °С). Средняя температура самого холодного месяца (января) — −26,9 °С (абсолютный минимум — −60 °С). Годовое количество осадков — 283 мм.
Часовой пояс
Деревня Аксёново находится в часовой зоне МСК+4. Смещение применяемого времени относительно UTC составляет +7:00.

## Население
| 1989 | 2002 | 2010 | 2014 |
| ---- | ---- | ---- | ---- |
| 165  | ↗698 | ↘697 | ↘466 |

Гендерный состав
По данным Всероссийской переписи населения 2010 года в гендерной структуре населения мужчины составляли 97,3 %, женщины — соответственно 2,7 %.
Национальный состав
Согласно результатам переписи 2002 года, в национальной структуре населения русские составляли 88 % из 698 чел.

## Улицы
Уличная сеть деревни состоит из шести улиц.